# Yucca Valley
Yucca Valley est une ville américaine qui se trouve dans le désert des Mojaves, dans le Comté de San Bernardino, en Californie.
Yucca Valley est en importance, la seconde ville du Bassin de Morongo (en), la première étant Twentynine Palms. Yucca Valley se trouve à 60 km au nord de Palm Springs, à 27 km à l'ouest de Twentynine Palms et à 143 km au sud de Barstow. Elle est bordée à l'ouest par les montagnes de San Bernardino et elle se trouve au nord du Joshua Tree National Park. Yucca Valley se trouve à approximativement 1 000 mètres d'altitude.
À Proximité de Yucca Valley (environ six kilomètres au nord-ouest de la ville), se trouve le hameau de Pioneertown, qui en dépend administrativement et qui a été construit de toutes pièces en 1947, spécifiquement pour tenir lieu de décor de cinéma pour le tournage de westerns. Pioneertown est maintenant habité par 350 personnes. C'est là que se trouve le légendaire restaurant et salle de concert, Pappy & Harriet's.
Dans la vallée de Yucca Valley poussent de nombreux yuccas et arbres de Josué (Joshua tree).
La population de la ville de Yucca Valley est de 20 700 habitants selon le recensement de 2010 et sa superficie est de 103,7 km².
Sur un flanc de colline, dans le Desert Christ Park, on peut voir trente sculptures de l'artiste Antone Martin. Illustrant toutes la vie du Christ, ces statues datent des années 1950.
À Yucca Valley, un musée présente des expositions sur l'artisanat de la région, ainsi que la géologie, la flore et la faune. Il s'agit du Hi-Desert Nature Museum.

## Démographie
| 1970  | 1980  | 1990   | 2000   | 2010   | - |
| ----- | ----- | ------ | ------ | ------ | - |
| 3 893 | 8 294 | 13 701 | 16 865 | 20 700 | - |